# Tuyến Yokohama
Tuyến Yokohama (tiếng Nhật: 横浜線, phát âm tiếng Nhật: [Yokohama-sen]) là một tuyến đường sắt được điều hành bởi Công ty Đường sắt Đông Nhật Bản (JR East), kết nối ga Higashi-Kanagawa ở Yokohama, Kanagawa với ga Hachiōji ở Hachiōji, Tokyo. Tuyến này là một phần của hệ thống "Tokyo Mega Loop" (tiếng Nhật: 東京メガループ) chạy quanh Tokyo, bao gồm các tuyến Keiyo, Musashino, Nambu và Yokohama.

## Thamn khảo
1. ↑  "平成27年 大都市交通センサス 首都圏報告書" (PDF). P.92. 国土交通省.
2. ↑  Saka, Masayuki (tháng 8 năm 2014).  東京メガループ 車両・路線の沿革と現況 [Tokyo Megaloop: History and current situation of trains and line]. Tetsudō Daiya Jōhō Magazine (bằng tiếng Nhật). Quyển 43 số 364. Japan: Kōtsū Shimbun. tr. 28–39.